# Daniel Pelletti
Daniel Pelletti (Haine-Saint-Paul, 25 septembre 1948) est un peintre belge. Il est directeur de l'École des Beaux-Arts de Braine-l'Alleud de 1996 à 2010.

## Biographie
Très attaché à La Louvière, « ville surgie du néant avec la révolution industrielle », il y a ses racines : son arrière-grand-mère habita au coron dit des Noirs Pignons à Braine-l'Alleud, La Louvière ou Braine-l'Alleud[pas clair]. De là aussi son amour pour ce coin de terre avec ses dimensions spirituelles ou intellectuelles puisque c'est aussi de là que surgit, dans l'entre-deux-guerres, le surréalisme wallon travaillé par son utopie sociale d'un communisme pur[réf. nécessaire].
Il a mis au centre de son œuvre le terril en lequel il voit le symbole de l'homo faber et de la création des œuvres de l'esprit et du corps. Élève à Mons de Gustave Camus, ami de Jean Louvet. Qui aime à se décrire comme un écrivain engendré par les luttes sociales, le mouvement de l'histoire et qui dit de lui : « C'est en regardant les grandes toiles au « Forst» à La Louvière que j'ai compris qu'un terril, c'est plus qu'un tas de cendres.». Pelletti a été un militant de gauche engagé que la chute du mur de Berlin est venue démotiver. Il met en cause les rapports qui mènent à l'exploitation, l'inertie devant le déchirement des sociétés, les écarts entre dominants et dominés[réf. nécessaire].

## Commentaires
Paul Caso écrit de lui : « L'art wallon possède certainement en Daniel Pelletti [...] une individualité qui n'a cessé de renforcer son autorité depuis ses débuts, en 1974, dans la lignée de l'ancien groupe montois Maka. »

## Expositions personnelles
- 2020 : Daniel Pelletti : Peintures 1966-1974, École des Arts de Braine-l'Alleud, Belgique.

## Élèves
- Benoît Rafray, Académie des Beaux-Arts de Bruxelles, 1991-1994.